# Shannonomyia brevicula
Shannonomyia brevicula är en tvåvingeart som beskrevs av Alexander 1931. Shannonomyia brevicula ingår i släktet Shannonomyia och familjen småharkrankar.
Artens utbredningsområde är Kuba. Inga underarter finns listade i Catalogue of Life.